# Adur Etxezarreta
Adur Etxezarreta (ur. 27 stycznia 1996 w Areso) – hiszpański narciarz alpejski, olimpijczyk z Pekinu 2022.

## Osiągnięcia
| Impreza                     | Rok  | Gospodarz         | kombinacja alpejska | supergigant | zjazd |
| --------------------------- | ---- | ----------------- | ------------------- | ----------- | ----- |
| Igrzyska olimpijskie        | 2022 | Pekin             | —                   | DNF         | 17    |
| Mistrzostwa świata          | 2019 | Åre               | —                   | DNF         | 40    |
| Mistrzostwa świata          | 2021 | Cortina d’Ampezzo | —                   | DNF         | DNF   |
| Mistrzostwa świata juniorów | 2017 | Åre               | 51                  | DNF         | 32    |
| Uniwersjada                 | 2019 | Krasnojarsk       | DNF                 | 6           | —     |